# David Aua
David Aua (11 febbraio 1983) è un calciatore papuano, portiere del Gigira Laitepo.

## Carriera

### Club
Dal 2002 al 2004 gioca per il PS United. Dal 2005 al 2007 gioca per il Sobou Lahi. Dal 2007 al 2010 gioca al Gelle Hills United. Nel 2010 si trasferisce all'Hekari United, con cui vince il campionato. Nel 2011 passa al Gigira Laitepo.

### Nazionale
Nel 2002 ha esordito con la Nazionale papuana.

## Palmarès

### Club

#### Competizioni nazionali
- National Soccer League (Papua Nuova Guinea): 1

Hekari United: 2010-2011